# Stud Free Pub (álbum)
Stud Free Pub '85 es un álbum pirata en vivo de Patricio Rey y sus Redonditos de Ricota publicado en 1987. El registro pertenece a una de las presentaciones en el Stud Free Pub. La banda realizó un total de 6 recitales en dicho recinto, los cuales fueron el 2 de marzo, el 20 de abril, el 11 de mayo, el 22 de junio, el 13 de julio (la fecha en cuestión fue la mejor en calidad sonora) y el 31 de agosto.

## Historia
Stud Free Pub '85 se publicó como un casete fancine, grabado en 1985 en el mítico Stud Free Pub (ubicado en Av. del Libertador al 5600, Capital Federal) y contiene temas inéditos como "Mi Madre Alemana" (cantado por Vivi Tellas), "Mi Genio Amor", "Oración del Niño", "Roxana Porchelana", "El Regreso de Mao" y "Nene Nena" (grabado en el primer demo oficial de Los Redondos). Este disco pirata fue grabado durante una de las presentaciones de Gulp!, el primer disco de la banda, en el cual la banda llevaba por promedio 500 espectadores, llenando por completo el lugar. Además, durante este show, el Indio adelanta con incertidumbre la presentación oficial de Gulp! en el Teatro Astros, las cuales finalmente no se dieron, e incluso comenta que la banda por unas semanas no tocarían. 

### Prólogo
"Se me ocurre si arriba del escenario podemos ser muy hoscos también es cierto que podemos ser muy tiernos. Detrás de nuestras letras o de nuestros tipos de expresión, en el rock que hacemos, hay mucho de la vida urbana y, encima de sujetos que no están a favor evidentemente, de como se dan las cosas, que tienen de que quejarse o, simplemente, necesidad de enunciar cosas con cierta ironía, dentro de lo cual los distintos hechos que describen, esas canciones, sean pintados de una manera alternativa no tan triunfalista ni tirando papel picado porque todo esta bien. O tal vez que hay otras maneras de ver las circunstancias en las cuales la condición humana merecería, al menos distintas alternativas de uso respecto a las situaciones vitales" 

## Canciones
- Todas las canciones fueron compuestas por Solari/Belinson, excepto las indicadas.

1. "Música para pastillas" (5:19)
2. "El Infierno está encantador esta noche" (5:19)
3. "El Regreso de Mao"/"Pierre el Vitricida" (4:48)
4. "Mi madre alemana" (Vivi Tellas) (3:21)
5. "Superlógico" (2:52)
6. "Roto y mal parado" (4:21)
7. "Mariposa Pontiac - Rock del País"/"El Gordo Tramposo"/"Un tal Brigitte Bardot" (8:16)
8. "Barba Azul vs el amor letal" (4:11)
9. "La bestia pop" (4:01)
10. "Mi genio amor" (5:28)
11. "Patricio Disco Show (El Bazar)" (5:28)
12. "Oración del Niño" (5:00)
13. "Roxana Porchelana" (4:12)
14. "Preso en mi Ciudad" (4:05)
15. "Nene Nena (La Jubilación)" (4:41)
16. "Ñam fri frufi fali fru" (2:26)
17. "Golpe de suerte" (3:08)

## Integrantes
- Indio Solari - voz.
- Skay Beilinson - guitarra principal y rítmica.
- Tito Fargo - guitarra rítmica y principal.
- Semilla Bucciarelli - bajo.
- Piojo Avalos - batería.
- Willy Crook - saxofón.

Invitados
- Andrés Teocharidis - piano.
- Claudio Cornelio - pandereta.
- Vivi Tellas - voz principal en "Mi Madre Alemana".